# Grande Prêmio do Japão de 2012
O Grande Prêmio do Japão de 2012  foi a décima quinta corrida da temporada de 2012 da Fórmula 1. A prova foi disputada no dia 7 de outubro no Suzuka Circuit, Suzuka, Japão, e teve como vencedor o alemão Sebastian Vettel, o brasileiro Felipe Massa em segundo e o japonês Kamui Kobayashi em terceiro. Essa foi a terceira vez que um piloto japonês subiu ao pódio, na história da Fórmula 1 e a segunda vez em Suzuka.

## Relatório

### Classificatório
Q1 — primeira parte

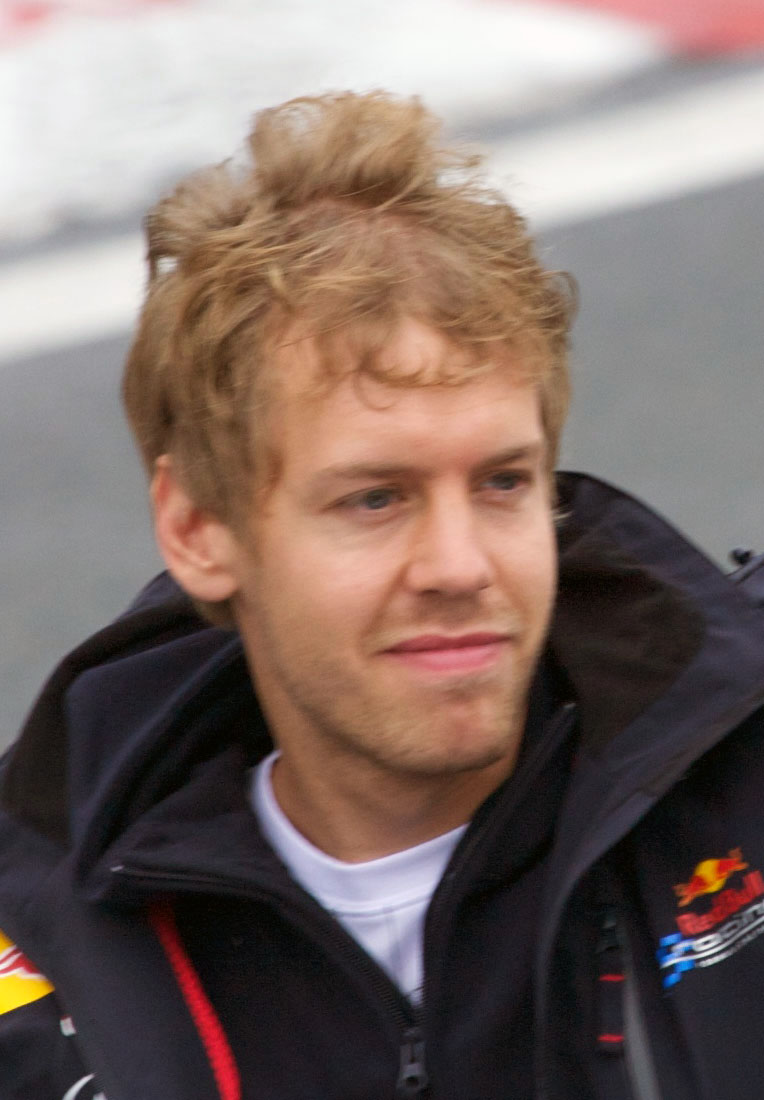
Vettel foi pole position, e vencedor da prova.

O treino teve início no horário previsto e com tempo seco. Após ser dado o sinal verde foram necessários quase cinco minutos para que os pilotos começassem a marcar voltas rápidas. Di Resta e Pérez foram os primeiros. Em seguida, as duas Lotus assumiram a liderança da tabela de tempos. Até que o brasileiro Massa tirou Grosjean do topo com o tempo de 1m32s946mil, já com 8 minutos decorridos do Q1. Webber em segundo, Button em quarto e Alonso em quinto tinham dificuldades para bater o tempo do brasileiro.
Faltando apenas cinco minutos para o fim do Q1, o alemão Vettel marcou 1m32s608mil, tirando a primeira posição de Massa. Maldonado com pneus macios marcou o segundo tempo. Também com pneus macios Raikkonen assumiu a liderança, Hulkenberg marcou o terceiro tempo e Di Resta se garantiu em quinto, mas Perez fez o melhor tempo e depois foi batido por Kobayashi.
Nos últimos momentos os dois carros da Toro Rosso brigavam para não serem eliminados já no Q1. Com a melhora dos dois carros da equipe, Senna em 17º e com Schumacher, que não tinha marcado tempo, ainda na pista. O brasileiro vinha em volta rápida com pneus macios, porém foi atrapalhado por Vergne. Schumacher, com pneus duros, marcou 1m33s349mil, o 16º tempo e Senna foi eliminado do Q1 junto com Kovalainen, Glock, De la Rosa, Pic, Petrov e Karthikeyan. O melhor tempo foi de Grosjean que marcou 1m31s029mil.
Q2 — segunda parte
Dado o sinal verde, os carros foram logo para a pista, com Rosberg na frente. Mesmo assim, o piloto mais veloz no início foi o japonês Kobayashi, com 1m32s368mil. Na sequência Vettel fez o melhor tempo do final de semana, com 1m31s501mil, trazendo consigo Button em segundo, Webber em terceiro, Hamilton em quarto e Massa em quinto.
Faltando 1 minuto e meio para o fim, o espanhol Alonso calçou pneus macios e decidiu se garantir no Q3. Marcando o tempo de 1m31s833mil ele conseguiu se colocar no terceiro lugar. Massa também tentou, porém não conseguiu melhorar seu próprio tempo, caindo para nono com a melhora de seus rivais. O mexicano Pérez e o francês Grosjean ainda estavam sem tempo e ambos conseguiram jogar Massa para a 11ª posição. O brasileiro, sem acertar sua volta rápida no final e sem uma nova tentativa, acabou sendo o eliminado.
Vettel ficou com o melhor tempo, fazendo 1m31s501mil em apenas uma tentativa. Foram eliminados Massa, Di Resta, Schumacher, Maldonado, Rosberg, Ricciardo e Vergne.
Q3 — terceira parte
O primeiro piloto a marcar tempo no Q3 foi o finlandês Raikkonen com 1m32s208mil, entretanto logo Vettel fez o tempo de 1m30s839mil. Seu companheiro de equipe também fez boa volta, com 1m31s090mil. Button foi o terceiro com 1m31s294mil e Grosjean foi o quarto, com Hamilton em sexto. Com o cronômetro zerado, Pérez conseguiu o quinto tempo, enquanto Raikkonen apareceu com seu carro fora da pista depois de uma escapada. Mesmo assim Kobayashi ainda conseguiu fazer o quarto posto, com Grosjean em quinto. Alonso não passou da sétima posição e Vettel foi direto para os boxes para comemorar mais uma pole position.

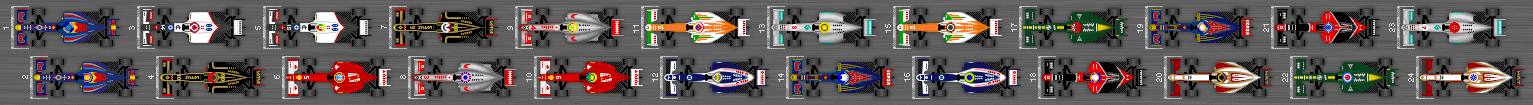
Grid de largada para a corrida.

### Corrida

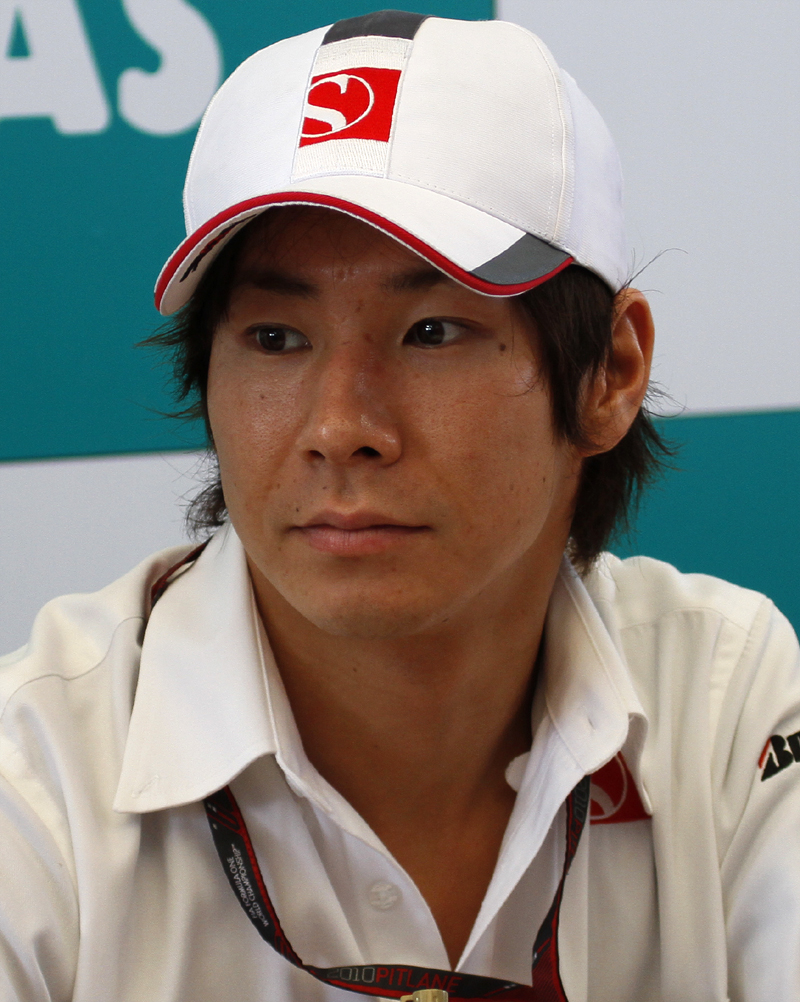
Kobayashi chegou em terceiro lugar, conquistando seu primeiro pódio da carreira na Fórmula 1.

A corrida teve início no horário previsto sob tempo seco. Vettel fez uma largada tranquila e Kobayashi assumiu a segunda posição. O primeiro abandono foi do líder do campeonato, o espanhol Alonso que tocou rodas com Raikkonen que acabou se tocando com o espanhol, furando-lhe um pneu. Alonso abandonou logo na primeira curva após rodar. Ainda antes da curva 2, o francês Grosjean tocou o australiano Webber, que rodou e caiu para o fundo do pelotão. Senna também tocou em Rosberg, que rodou e também deixou a prova. O brasileiro Massa fez uma boa largada e avançou da décima para a quarta posição, logo atrás de Kobayashi e Button.
O safety car foi acionado e ficou apenas duas voltas na pista. Quando foi dada a relargada ninguém entre os primeiros se tocou ou abandonou, nem mesmo houve trocas de posição. Vettel era líder, com Kobayashi, Button, Massa, Raikkonen, Perez,Hamilton,Hulkenberg, Maldonado e Ricciardo fechando os dez primeiros.
Na 14ª volta começaram os trabalhos de box. Button parou junto com Raikkonen, Hulkenberg e Di Resta, sendo que o japonês Kobayashi fez seu pit stop logo em seguida. Button e Kobayashi porém, acabaram perdendo tempo atrás de carros mais lentos enquanto Massa permanecia na pista. O brasileiro da Ferrari parou junto com Vettel, apenas na volta 18 e com isso conseguiu subir para a segunda colocação. Poucas trocas de posição e disputas aconteceram daí para frente. O mexicano Pérez fez uma bela ultrapassagem sobre o inglês Hamilton, porém quando teve a oportunidade de tentar pela segunda vez ele fez a manobra por fora e acabou abandonando a corrida.
Mais atrás, o brasileiro Senna recebeu uma punição por tocar em Rosberg na largada, tendo de pagar um drive through. Nas primeiras posições, Massa ameaçou ser mais veloz que Vettel por algumas voltas, entretanto Vettel logo mostrou bom ritmo e chegou a abrir 20 segundos antes da segunda parada nos boxes. Os dois líderes pararam, Massa na volta 37 e Vettel na 38. Um pouco antes já haviam parado Button e Kobayashi. O japonês seguia na terceira posição com alguma tranquilidade, porém Button chegou a pressionar nas voltas finais. No giro 52 ele chegou a abrir a asa móvel para tentar passar Kobayashi, mas não conseguiu. Os dois terminaram muito próximos no fim da prova.
Com tranquilidade, o alemão Vettel conquistou sua 25ª vitória na carreira, com Massa na segunda posição e Kobayashi em terceiro. Fecharam os dez primeiros Button, Hamilton, Raikkonen, Hulkenberg, Maldonado, Webber e Ricciardo.

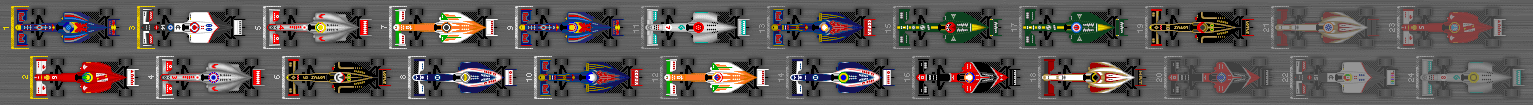
Resultado da corrida.

- Commons

## Resultados

### Treino classificatório
| Pos                  | Nº | Piloto             | Equipe               | Q1       | Q2       | Q3        | voltas |
| -------------------- | -- | ------------------ | -------------------- | -------- | -------- | --------- | ------ |
| 1                    | 1  | Sebastian Vettel   | Red Bull-Renault     | 1:32.608 | 1:31.501 | 1:30.839  | 1      |
| 2                    | 2  | Mark Webber        | Red Bull-Renault     | 1:32.951 | 1:31.950 | 1:31.090  | 2      |
| 3                    | 3  | Jenson Button      | McLaren-Mercedes     | 1:33.077 | 1:31.772 | 1:31.290  | 81     |
| 4                    | 14 | Kamui Kobayashi    | Sauber-Ferrari       | 1:32.042 | 1:31.886 | 1:31.700  | 3      |
| 5                    | 10 | Romain Grosjean    | Lotus-Renault        | 1:32.029 | 1:31.968 | 1:31.898  | 4      |
| 6                    | 15 | Sergio Pérez       | Sauber-Ferrari       | 1:32.147 | 1:32.169 | 1:32.022  | 5      |
| 7                    | 5  | Fernando Alonso    | Ferrari              | 1:32.459 | 1:31.833 | 1:32.114  | 6      |
| 8                    | 9  | Kimi Räikkönen     | Lotus-Renault        | 1:32.221 | 1:31.826 | 1:32.208  | 7      |
| 9                    | 4  | Lewis Hamilton     | McLaren-Mercedes     | 1:33.061 | 1:32.121 | 1:32.327  | 9      |
| 10                   | 12 | Nico Hülkenberg    | Force India-Mercedes | 1:32.828 | 1:32.272 | sem tempo | 151    |
| 11                   | 6  | Felipe Massa       | Ferrari              | 1:32.946 | 1:32.293 |           | 10     |
| 12                   | 11 | Paul di Resta      | Force India-Mercedes | 1:32.898 | 1:32.327 |           | 11     |
| 13                   | 7  | Michael Schumacher | Mercedes             | 1:33.349 | 1:32.469 |           | 232    |
| 14                   | 18 | Pastor Maldonado   | Williams-Renault     | 1:32.834 | 1:32.512 |           | 12     |
| 15                   | 8  | Nico Rosberg       | Mercedes             | 1:33.015 | 1:32.625 |           | 13     |
| 16                   | 16 | Daniel Ricciardo   | Toro Rosso-Ferrari   | 1:33.059 | 1:32.954 |           | 14     |
| 17                   | 17 | Jean-Éric Vergne   | Toro Rosso-Ferrari   | 1:33.370 | 1:33.368 |           | 193    |
| 18                   | 19 | Bruno Senna        | Williams-Renault     | 1:33.405 |          |           | 16     |
| 19                   | 20 | Heikki Kovalainen  | Caterham-Renault     | 1:34.657 |          |           | 17     |
| 20                   | 24 | Timo Glock         | Marussia-Cosworth    | 1:35.213 |          |           | 18     |
| 21                   | 22 | Pedro de la Rosa   | HRT-Cosworth         | 1:35.385 |          |           | 20     |
| 22                   | 25 | Charles Pic        | Marussia-Cosworth    | 1:35.429 |          |           | 21     |
| 23                   | 21 | Vitaly Petrov      | Caterham-Renault     | 1:35.432 |          |           | 22     |
| 24                   | 23 | Narain Karthikeyan | HRT-Cosworth         | 1:36.734 |          |           | 24     |
| 107% tempo: 1:38.471 |    |                    |                      |          |          |           |        |
| Fonte:               |    |                    |                      |          |          |           |        |

Notas:
- ↑1  — Jenson Button e Nico Hülkenberg perderam cinco posições por terem trocado o câmbio[5]
- ↑2  — Michael Schumacher perdeu 10 posições por ter causado um acidente na corrida passada.[5]
- ↑3  — Jean-Éric Vergne perdeu 3 posições no grid por ter bloqueado Bruno Senna durante o Q1.[5]

### Corrida
| #      | Nº | Piloto             | Equipe               | Voltas | Tempo       | Grid | Pontos |
| 1      | 1  | Sebastian Vettel   | Red Bull-Renault     | 53     | 1:28:56.242 | 1    | 25     |
| 2      | 6  | Felipe Massa       | Ferrari              | 53     | +20.632     | 10   | 18     |
| 3      | 14 | Kamui Kobayashi    | Sauber-Ferrari       | 53     | +24.538     | 3    | 15     |
| 4      | 3  | Jenson Button      | McLaren-Mercedes     | 53     | +25.098     | 8    | 12     |
| 5      | 4  | Lewis Hamilton     | McLaren-Mercedes     | 53     | +46.490     | 9    | 10     |
| 6      | 9  | Kimi Räikkönen     | Lotus-Renault        | 53     | +50.424     | 7    | 8      |
| 7      | 12 | Nico Hülkenberg    | Force India-Mercedes | 53     | +51.159     | 15   | 6      |
| 8      | 18 | Pastor Maldonado   | Williams-Renault     | 53     | +52.364     | 12   | 4      |
| 9      | 2  | Mark Webber        | Red Bull-Renault     | 53     | +54.675     | 2    | 2      |
| 10     | 16 | Daniel Ricciardo   | Toro Rosso-Ferrari   | 53     | +1:06.919   | 14   | 1      |
| 11     | 7  | Michael Schumacher | Mercedes             | 53     | +1:07.769   | 23   |        |
| 12     | 11 | Paul di Resta      | Force India-Mercedes | 53     | +1:23.460   | 11   |        |
| 13     | 17 | Jean-Éric Vergne   | Toro Rosso-Ferrari   | 53     | +1:28.645   | 19   |        |
| 14     | 19 | Bruno Senna        | Williams-Renault     | 53     | +1:28.709   | 16   |        |
| 15     | 20 | Heikki Kovalainen  | Caterham-Renault     | 52     | +1 Volta    | 17   |        |
| 16     | 24 | Timo Glock         | Marussia-Cosworth    | 52     | +1 Volta    | 18   |        |
| 17     | 21 | Vitaly Petrov      | Caterham-Renault     | 52     | +1 Volta    | 22   |        |
| 18     | 22 | Pedro de la Rosa   | HRT-Cosworth         | 52     | +1 Volta    | 20   |        |
| 19     | 10 | Romain Grosjean    | Lotus-Renault        | 51     | Abandonou   | 4    |        |
| Ret    | 25 | Charles Pic        | Marussia-Cosworth    | 36     | Motor       | 21   |        |
| Ret    | 23 | Narain Karthikeyan | HRT-Cosworth         | 32     | Abandonou   | 24   |        |
| Ret    | 15 | Sergio Pérez       | Sauber-Ferrari       | 19     | Rodada      | 5    |        |
| Ret    | 5  | Fernando Alonso    | Ferrari              | 0      | Acidente    | 6    |        |
| Ret    | 8  | Nico Rosberg       | Mercedes             | 0      | Acidente    | 13   |        |
| Fonte: |    |                    |                      |        |             |      |        |

## Tabela do campeonato após a corrida
Observe que somente as cinco primeiras posições estão incluídas na tabela.
|        | 1 | Fernando Alonso  | 194 |
|        | 2 | Sebastian Vettel | 190 |
|        | 3 | Kimi Räikkönen   | 157 |
|        | 4 | Lewis Hamilton   | 152 |
|        | 5 | Mark Webber      | 134 |
| Fonte: |   |                  |     |

|        | 1 | Red Bull-Renault | 324 |
|        | 2 | McLaren-Mercedes | 283 |
|        | 3 | Ferrari          | 263 |
|        | 4 | Lotus-Renault    | 239 |
|        | 5 | Mercedes         | 136 |
| Fonte: |   |                  |     |